# Сан Бранкато (Потенца)
Сан Бранкато (итал. San Brancato) је насеље у Италији у округу Потенца, региону Базиликата.
Према процени из 2011. у насељу је живело 3978 становника. Насеље се налази на надморској висини од 268 м.